# Córdoba (miasto w Argentynie)

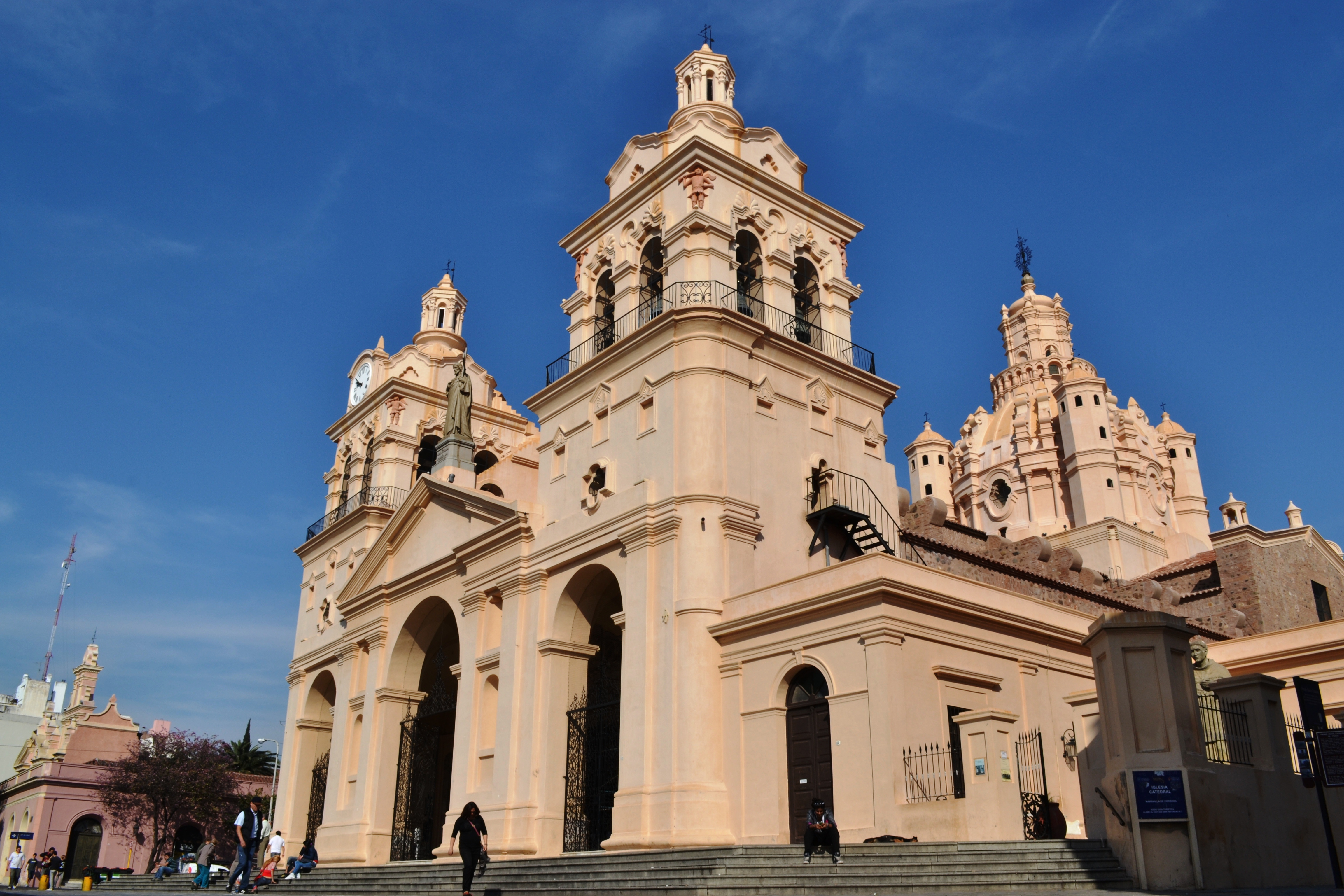
Katedra

Córdoba – miasto w środkowej Argentynie, położone u podnóża gór Sierra de Córdoba, nad rzeką Suquía (Río Primero), uchodzącą do jeziora Mar Chiquita. Ośrodek administracyjny prowincji Córdoba. Drugie co do wielkości miasto Argentyny po stolicy kraju Buenos Aires.

## Historia
Miasto zostało założone w 1573 przez Jerónimo Luis de Cabrera, który nadał mu nazwę hiszpańskiego miasta Córdoba. Było jednym z najstarszych ośrodków miejskich hiszpańskiego imperium kolonialnego w dzisiejszej Argentynie. Córdoba jest siedzibą najstarszego uniwersytetu w Ameryce Południowej – w 1613 zakon jezuitów założył tutaj Universidad Nacional de Córdoba. Z okresu kolonialnego zachowało się tutaj wiele cennych zabytków. Najbardziej interesującą częścią miasta jest tzw. Manzana Jesuítica, w której znajduje się wiele XVII-wiecznych budynków związanych z działalnością zakonu jezuitów, m.in. budynki uniwersyteckie, szkoła Montserrat, kościół Towarzystwa Jezusowego (Compañía de Jesús) oraz pięć pojezuickich gospodarstw rolnych tzw. estancias. Dzielnica ta została w 2000 roku wpisana na listę światowego dziedzictwa UNESCO. Ważnym punktem na turystycznej mapie miasta jest katedra przy Plaza San Martín pochodząca z przełomu XVII i XVIII wieku.

## Gospodarka
Córdoba stanowi bardzo ważny ośrodek gospodarczy kraju. Rozwinął się tutaj zwłaszcza przemysł środków transportu, m.in. fabryki samochodów Renault, Volkswagen i Fiat Auto Argentina (w dzielnicy lub przedmieściu Ferreyra), fabryki traktorów i pociągów. Po II wojnie światowej Córdoba stała się głównym ośrodkiem argentyńskiego przemysłu lotniczego. Do założonego wówczas Instituto Aerotécnico in Córdoba rząd w Buenos Aires sprowadził wielu niemieckich inżynierów pracujących podczas wojny w wytwórni lotniczej Focke-Wulf Flugzeugbau GmbH, jak również polskich lotników, którzy otrzymali tu dobre warunki socjalne. Obecnie na jego miejscu działa fabryka samolotów wojskowych Fábrica Militar de Aviones, której udziały posiada rząd argentyński i amerykański producent Lockheed Martin. Ponadto Córdoba jest ważnym centrum rozwoju nowych technologii, działa tutaj m.in. centrum technologii kosmicznych Centro Espacial Teófilo Tabanera oraz producenci oprogramowania Motorola i Vates. Spośród tradycyjnych branży przemysłu rozwinął się tutaj przemysł chemiczny, włókienniczy i spożywczy.

## Urodzeni w Cordobie
- Osvaldo Ardiles – piłkarz
- Clarisa Fernández – tenisistka
- Inés Gorrochategui – tenisistka
- Agustin Bernasconi – aktor/ piosenkarz

## Miasta partnerskie
- Campinas, Brazylia
- Cochabamba, Boliwia
- Kordowa, Hiszpania
- Kurytyba, Brazylia
- Florianópolis, Brazylia
- Iżewsk, Rosja
- Junta de Andalucía, Hiszpania
- Łódź, Polska
- Marín, Hiszpania
- Morelia, Meksyk
- Santa Cruz, Boliwia
- Tampa, Stany Zjednoczone
- Tyberiada, Izrael
- Turyn, Włochy
- Valparaíso, Chile